# Front d'Alliberament de les Açores
El Front d'Alliberament de les Açores, més conegut com a FLA (portuguès: Frente de Libertação dos Açores) és una organització paramilitar de dretes amb l'objectiu de la independència de les Açores, que va aparèixer just després de la Revolució dels Clavells i les accions de la qual van incloure atacs violents contra opositors polítics el 1975. Des d'aleshores s'ha mantingut com una organització inactiva, amb comunicats de premsa ocasionals sobre qüestions polítiques de les illes.
L'any 2006 Rui Medeiros es va convertir en president del grup, i ha afirmat en una entrevista del 2016 que el grup ja no utilitza mitjans violents. Medeiros afirma que el grup té centenars de membres. El fundador del grup, José de Almeida, va morir l'any 2014.